# Eigersund
Eigersund is een gemeente in de Noorse provincie Rogaland. De hoofdplaats is Egersund. De gemeente telde 14.899 inwoners in januari 2017. Eigersund en de omliggende gemeenten vormen samen het Magma Geopark.

## Plaatsen in de gemeente
- Egersund
- Helleland
- Hellvik
- Hestnes

Bjerkreim · Bokn · Eigersund · Gjesdal · Hå · Haugesund · Hjelmeland · Karmøy · Klepp · Kvitsøy · Lund · Randaberg · Sandnes · Sauda · Sokndal · Sola · Stavanger · Strand · Suldal · Time · Tysvær · Utsira · Vindafjord

Fylker van Noorwegen